# Адам Асник
А̀дам Прот А̀сник (на полски: Adam Prot Asnyk) е полски поет, драматург и новелист – позитивист.

## Биография
Адам Асник е роден роден на 11 ноември 1838 г. в Калиш в семейството на Конста̀нця (с моминско име Загуро̀вска) и Кажѝмеж А̀сник, участник в Ноемврийското въстание от 1830 – 1831 г. Учи в агрономическия институт в Маримонт, след което и в медицинските академии във Варшава и Вроцлав. Членува в студентска организация със социалистическата ориентация. При участието си в протестни демонстрации, е арестуван. Участва във Януарското въстание през 1863 г. След края на въстанието пребивава в Италия и Германия. В Хайделберг завършва висше образование и докторантура по философия. През 1867 г. се премества в Лвов, където живее до 1870 г. През 1870 г.се премества в Краков. Умира на 2 юли 1897 г. в Краков и е погребан в Криптата на заслужилите.

## Творчество
Асник прави своя литературен дебют през 1864 г. в лвовското списание Джѐнник Литера̀цки.
- „Poezje“ („Стихотворения“) (1869)
- „Gałązka heliotropu“ (1869)
- „Walka Stronnictw“ (1869)
- „Poezje“ („Стихотворения“) (1872)
- „Cola Rienzi“ („Кола Риенци“) (1875)
- „Poezje“ („Стихотворения“) (1880)
- „Nad głębiami“ („Над глъбините“) (1883 – 94)
- „Bracia Lerche“ (1888)
- „Poezje“ („Стихотворения“) (1894)